# 侯泰 (成化進士)
侯泰（？年—？年），字仕嘉，直隶保定府雄县人，民籍，明朝政治人物，進士出身。

## 生平
成化十六年（1480年）庚子科順天鄉試舉人，二十年（1484年）登甲辰科二甲第七名進士，官至刑部主事。

## 家族
父侯瓒，南京兵部尚書。弟侯觀，成化戊戌進士，官户部尚書。